# Langer Marsch (Rakete)

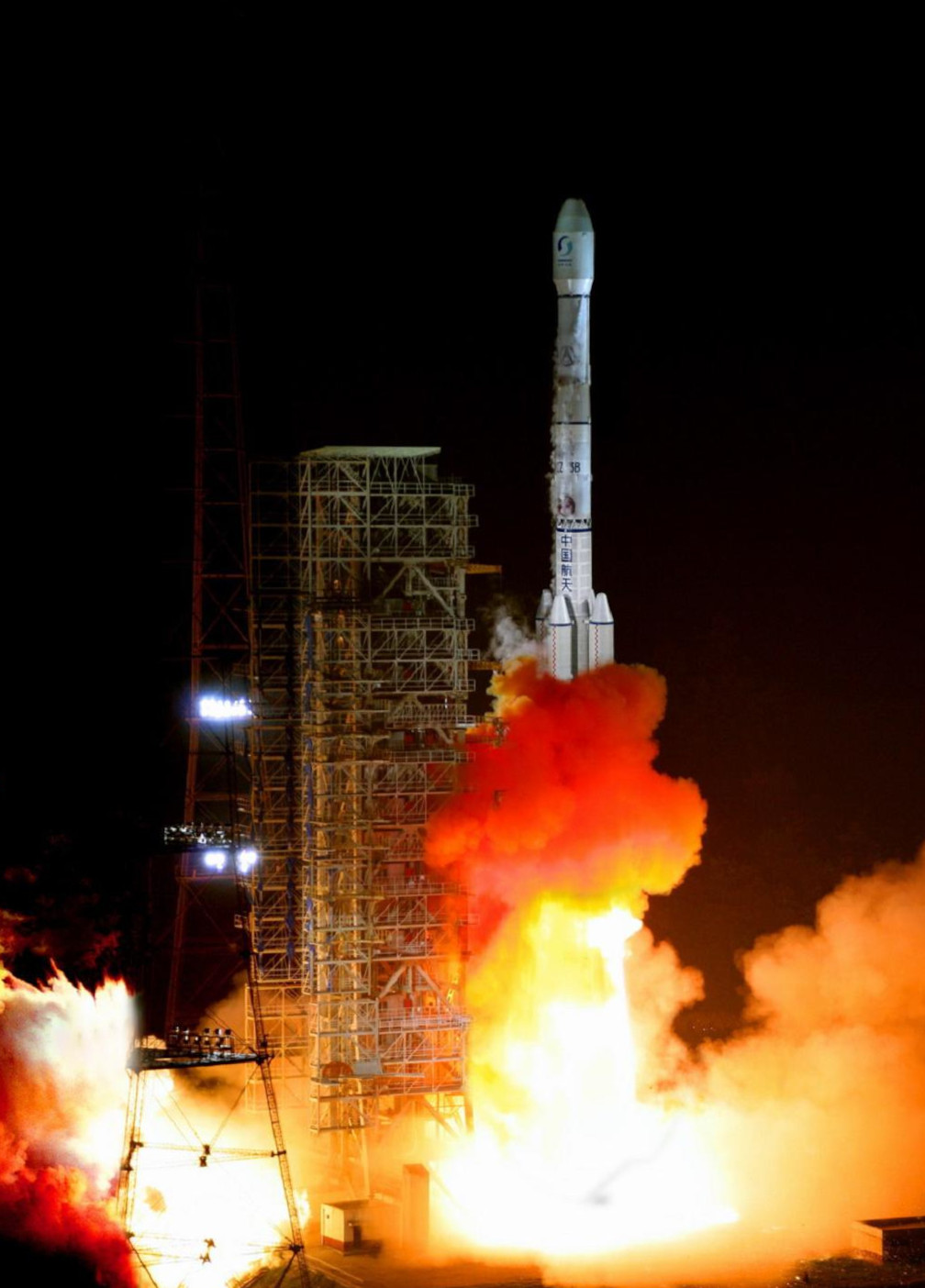
Start einer CZ-3B-Trägerrakete – Kosmodrom Taiyuan, 2008

Langer Marsch, kurz LM (chinesisch 長征 / 长征, Pinyin Chángzhēng, kurz CZ) ist eine von der China Aerospace Science and Technology Corporation hergestellte Trägerraketenfamilie der Volksrepublik China, benannt nach dem Heldenmythos der Kommunistischen Partei Chinas, dem Langen Marsch 1934/1935. Der erste Start einer Changzheng-Rakete fand am 24. April 1970 statt, am 10. Dezember 2021 erfolgte mit einer CZ-4B der 400. Start. Zu diesem Zeitpunkt waren Changzheng-Raketen bei 92,1 % aller chinesischen Starts zum Einsatz gekommen, sie hatten mit einer Erfolgsquote von 96,25 % mehr als 700 Raumflugkörper ins All befördert.

## Modelle

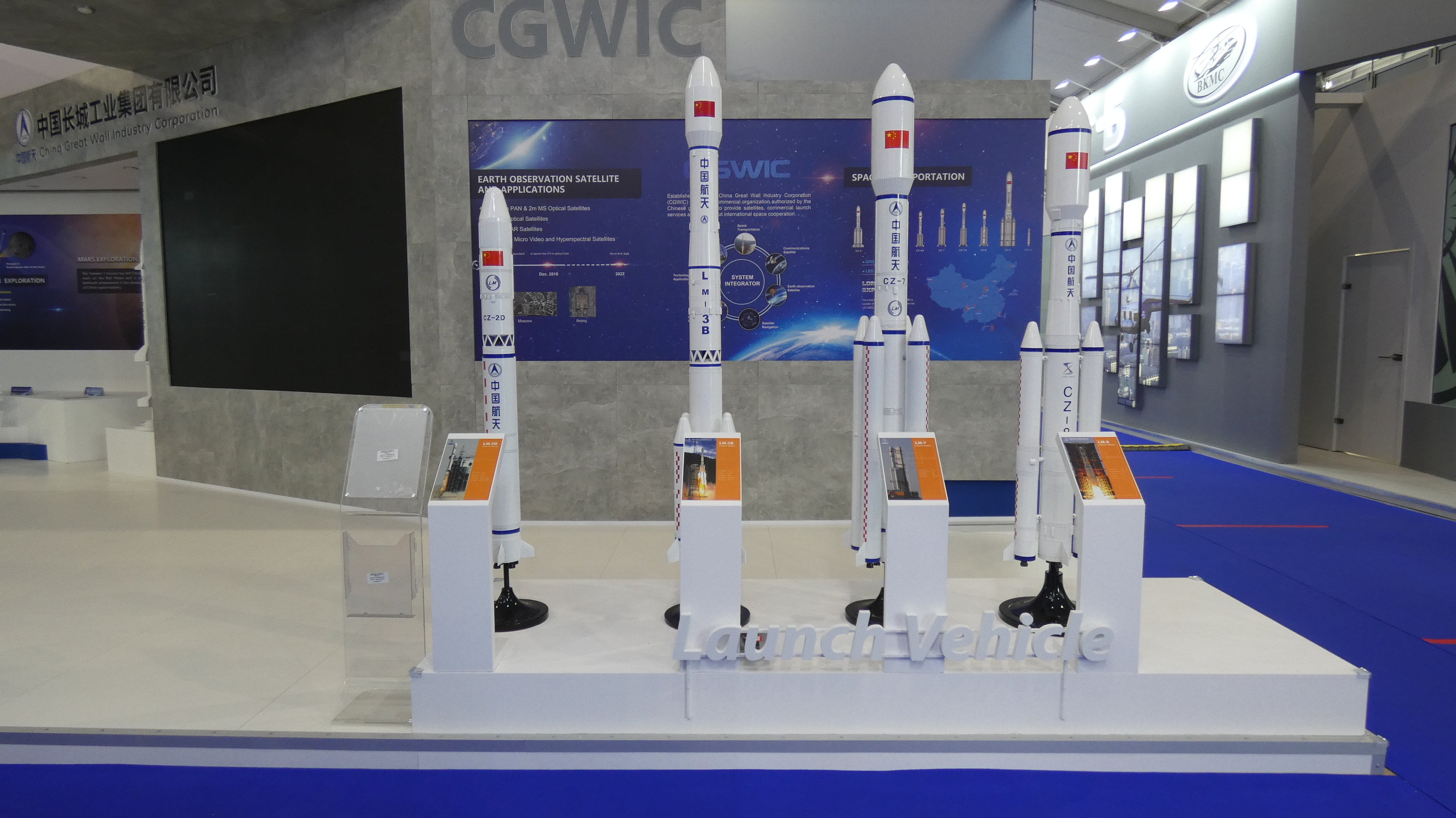
Für kommerzielle Satellitenstarts verwendete Trägerraketen der Familie „Langer Marsch“ auf der Flugschau MAKS-2021

### Erste Generation
Es gibt mehrere Modelle der Trägerrakete, die teilweise aus völlig unterschiedlichen Entwicklungsrichtungen kamen (auch innerhalb einer Modellreihe). Die Raketen sind Eigenentwicklungen der Volksrepublik China, teilweise basierend auf der Technologie sowjetischer Raketen der 1960er und 1970er Jahre. Unterstufen und (soweit vorhanden) Mittelstufen und Booster der Baureihen CZ-2 – CZ-4 benutzen als Treibstoff 1,1-Dimethylhydrazin und als Oxidator N2O4, ebenso die Oberstufen der CZ-4-Reihe. Die Oberstufen von CZ-2 und CZ-3 verwenden LH2 und LOX.

### Raketen mit kryogenen Treibstoffen
Die CZ-5, CZ-7 und CZ-8 sind ein neu entworfenes, am 8. August 2006 vom Staatsrat der Volksrepublik China offiziell genehmigtes Baukastensystem aus wenigen verschiedenen Einzelteilen. Sie verzichten auf die giftige und umweltschädliche UDMH/N2O4-Kombination und verwenden stattdessen LH2/LOX oder RP-1/LOX.
Im Einzelnen stehen bei der neuen Generation folgende Komponenten zur Verfügung:
- Stufen in Durchmessern von 2,25 m, 3,35 m und 5,0 m
- LH2/LOX-Triebwerke:
  - YF-77: Nebenstromverfahren, 102 bar Brennkammerdruck, 510 kN (Isp 3.042 Ns/kg) auf Meereshöhe, 700 kN (Isp 4.200 Ns/kg) im Vakuum.
  - YF-75D: Expanderverfahren, 41 bar Brennkammerdruck, 88,26 kN (Isp 4.330,0 Ns/kg) im Vakuum.
- RP-1/LOX-Triebwerke:
  - YF-100: Hauptstromverfahren, 177 bar Brennkammerdruck, 1188 kN (Isp 2942 Ns/kg) auf Meereshöhe, 1329 kN (Isp 3290 Ns/kg) im Vakuum.
  - YF-115: Hauptstromverfahren, 120 bar Brennkammerdruck, 182 kN (Isp 3349 Ns/kg) im Vakuum.

### Liste der Raketenmodelle
Die CASC hat folgende Bezeichnungen vergeben (CZ-Bezeichnungen sind mit den entsprechenden LM-Bezeichnungen gleichwertig):
- CZ-1-Reihe mit den Modellen CZ-1 und CZ-1D – leichte Trägerraketen (Nutzlast LEO 0,75 t), im Einsatz von 1970 bis 2002.
- CZ-2-Reihe mit den Modellen CZ-2C, CZ-2D, CZ-2E und CZ-2F – leichte bis mittelschwere, zweistufige (teils bemannte) Trägerraketen (Nutzlast LEO 2C 3,5 t, 2E/F 8,5 t), im Einsatz seit 1974.
- CZ-3-Reihe mit den Modellen CZ-3, CZ-3A, CZ-3B und CZ-3C – mittelschwere dreistufige Trägerraketen für geostationäre Satelliten und Tiefraummissionen (Nutzlast GTO 1,5–5,2 t, LTO 3,8 t), im Einsatz seit 1984.
- CZ-4-Reihe mit den Modellen CZ-4, CZ-4B und CZ-4C – mittelschwere dreistufige Trägerraketen (Nutzlast LEO 4,8 t, SSO 3 t), im Einsatz seit 1988.
- CZ-5-Reihe mit den Modellen CZ-5 und CZ-5B – schwere Trägerraketen für erdnahe Bahnen und Tiefraummissionen (Nutzlast LEO 25 t, LTO 8 t, MTO 5 t), im Einsatz seit 2016.
- CZ-6-Reihe mit den Modellen CZ-6, CZ-6A und CZ-6C – leichte bis mittelschwere Trägerraketen (Nutzlast SSO 6 1 t, 6C 2 t, 6A 4 t), im Einsatz seit 2015.
- CZ-7-Reihe mit den Modellen CZ-7 und CZ-7A – mittelschwere Trägerraketen für Tianzhou-Frachtraumschiffe und geostationäre Satelliten (Nutzlast LEO 14 t, GTO 7 t), im Einsatz seit 2016.
- CZ-8-Reihe mit den Modellen CZ-8 und CZ-8A – zweistufige, mittelschwere Trägerraketen (Nutzlast LEO 8,1 t, GTO 2,8 t), im Einsatz seit 2020.
- CZ-9 – Super-Schwerlast-Trägerrakete für 150 t in LEO und 50 t zum Mond. Die CZ-9 ist noch in einem frühen Entwicklungsstadium.
- CZ-10 – in Entwicklung befindliche Trägerrakete für bemannte Flüge zum Mond (Nutzlast LTO 27 t).
- CZ-11-Reihe mit den Modellen CZ-11 und CZ-11H – leichte Feststoffraketen (Nutzlast LEO 700 kg, SSO 350 kg), im Einsatz seit 2015.

Hier die mit Hydrazin angetriebenen Raketen:

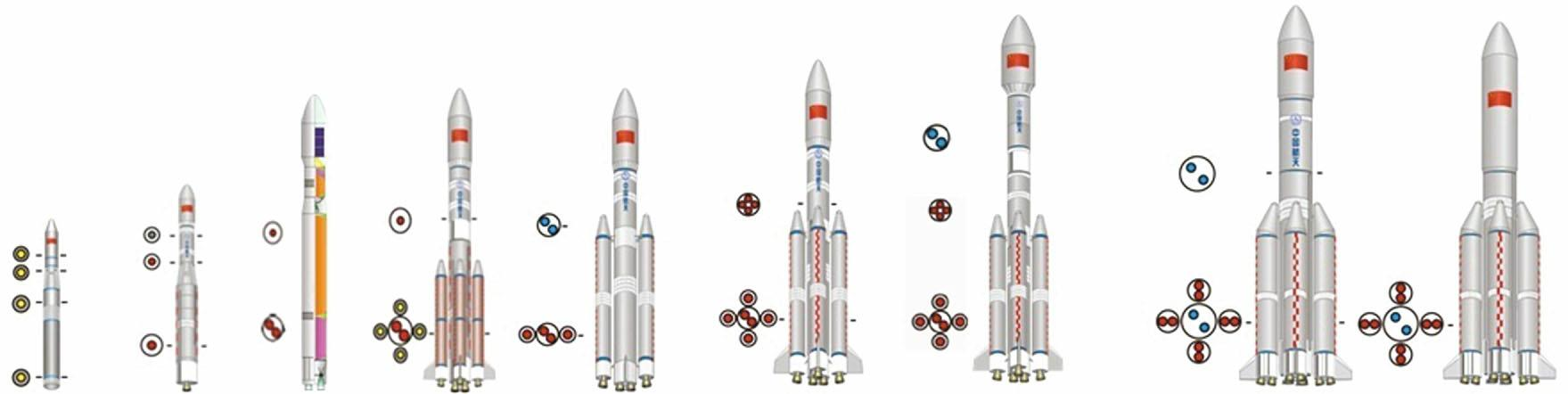
Feststoff- und Kerosin/Wasserstoff-Raketen. Von links nach rechts: CZ-11, CZ-6, CZ-6C, CZ-6A, CZ-8, CZ-7, CZ-7A, CZ-5, CZ-5B

| 2A | 2C | 2D | 2E | 2F | 3 | 3A | 3B | 3C | 4A | 4B | 4C |
| -- | -- | -- | -- | -- | - | -- | -- | -- | -- | -- | -- |
|    |    |    |    |    |   |    |    |    |    |    |    |

## Startzentren
Gegenwärtig werden vier Kosmodrome der Volksbefreiungsarmee für die verschiedenen Langer-Marsch-Raketen verwendet, dazu seit 2020 der Ostchinesische Raumfahrthafen der China Aerospace Science and Technology Corporation (CASC) für Seestarts von Feststoffraketen:
- seit 1958 das Kosmodrom Jiuquan in der Provinz Gansu im Norden des Landes, für bemannte Flüge mit dem Raumschiff Shenzhou und für Starts in niedrige und mittlere Umlaufbahnen mit mittlerer Bahnneigung (CZ-1, CZ-2, CZ-4, CZ-11)
- seit 1966 das Kosmodrom Taiyuan in der Provinz Shanxi im Norden des Landes, vorwiegend für Starts in niedrige sonnensynchrone und polare Umlaufbahnen (CZ-1, CZ-2, CZ-4, CZ-6)
- seit 1984 das Kosmodrom Xichang in der Provinz Sichuan im Landesinneren, vorwiegend für Starts in geostationäre Umlaufbahnen (CZ-2, CZ-3, CZ-4), aber auch für die Mondsonden Chang’e-1 bis Chang’e 5-T1 (CZ-3)
- seit 2016 das Kosmodrom Wenchang im Nordosten der Insel Hainan im äußersten Süden Chinas, für Starts in geostationäre Umlaufbahnen und schwere Lasten im Allgemeinen (CZ-5, CZ-7)
- seit 2020 der Ostchinesische Raumfahrthafen in Haiyang (Yantai) an der Südküste der Shandong-Halbinsel für Seestarts der kleineren Feststoffrakete Langer Marsch 11H

## Bemannte Raumfahrt
Am 15. Oktober 2003 gelang es der Volksrepublik China, mit einer Trägerrakete „Langer Marsch 2F“ das Raumschiff Shenzhou 5 mit dem Raumfahrer Yang Liwei an Bord in eine Umlaufbahn um die Erde zu bringen. Damit ist China der dritte Staat nach der Sowjetunion und den USA, der eigenständig bemannte Flüge mit selbst entwickelten Raketen betreibt. In den 2030er Jahren sind mit der Bemannten Trägerrakete der neuen Generation und dem Bemannten Raumschiff der neuen Generation bemannte Missionen zum Mond geplant.

## Unfälle und ihre Auswirkungen
Eine relativ starke Variante ist die Langer Marsch 3B (CZ-3B / LM-3B), die speziell zum Transport von Kommunikationssatelliten in Geotransferbahnen ausgelegt ist. Diese Rakete wird zu einem verhältnismäßig günstigen Preis auf dem internationalen Satellitenstartmarkt angeboten, konnte allerdings bisher nur wenige Startaufträge erhalten, da die USA die Einfuhr von US-amerikanischer Satellitentechnik nach China sanktionierten. Der offizielle Grund für das Verbot waren die sich 1995 und 1996 ereigneten Fehlstarts einer CZ-2E bzw. CZ-3B, als die Raketen kurz nach dem Start über einem nahe gelegenen Dorf explodierten bzw. auf einen Berghang bei der Startanlage stürzten und viele Menschen umkamen. Während die Changzheng 2E nach einem letzten (erfolgreichen) Start am 28. Dezember 1995 aus dem Verkehr gezogen wurde, stellte die Chinesische Akademie für Trägerraketentechnologie bei der Changzheng 3B die gefundenen Mängel akribisch ab (Stand November 2022 ist die Rakete mit 82 von 86 erfolgreichen Starts eine der zuverlässigsten Raketen Chinas).
Dies wurde vom Verteidigungsministerium der Vereinigten Staaten jedoch als gefährliche Entwicklung gedeutet, woraufhin die USA versuchten, mit Sanktionen den weiteren Export von westlicher Satellitentechnologie zu beschränken. So wurden die Fehlstarts 1998 Teil der offiziellen Begründung für eine Verschärfung der amerikanischen Technologiesanktionen im Rahmen der International Traffic in Arms Regulations, die es westlichen Kunden nahezu unmöglich machen, ihre Satelliten mit diesen Raketen starten zu lassen, da fast alle größeren Satelliten US-Bauteile enthalten. Da der amerikanische Präsident laut einem Zusatz zum Arms Export Control Act bei jedem Satellitengeschäft bestätigen muss, dass dieses nicht amerikanische Startfirmen schädigt, wurde von den USA so ein Vorteil für den heimischen Satellitenstartmarkt geschaffen.
Im Falle der am 14. Februar 1996 abgestürzten CZ-3B dauerte es anderthalb Jahre, bis der Fehler – ein mangelhaft ausgeführter drahtgebondeter Gold-Aluminium-Kontakt in der Stromversorgung des Trägheitsnavigationssystems – gefunden und behoben war.
Am 19. August 1997 wurde der Flugbetrieb mit der Rakete wieder aufgenommen.
Eine falsch konstruierte Turbopumpe an einem Triebwerk der CZ-5 hatte schwerwiegendere Konsequenzen. Nach einem Fehlstart am 2. Juli 2017 dauerte es mehr als zwei Jahre, bis man die Turbine des Triebwerks umkonstruiert hatte und am 27. Dezember 2019 der nächste Start durchgeführt werden konnte. Dadurch wurden wichtige Projekte wie die Mondsonde Chang’e 5 oder die Chinesische Raumstation stark verzögert.

## Technische Weiterentwicklung

### Steuerung herabstürzender Raketenteile

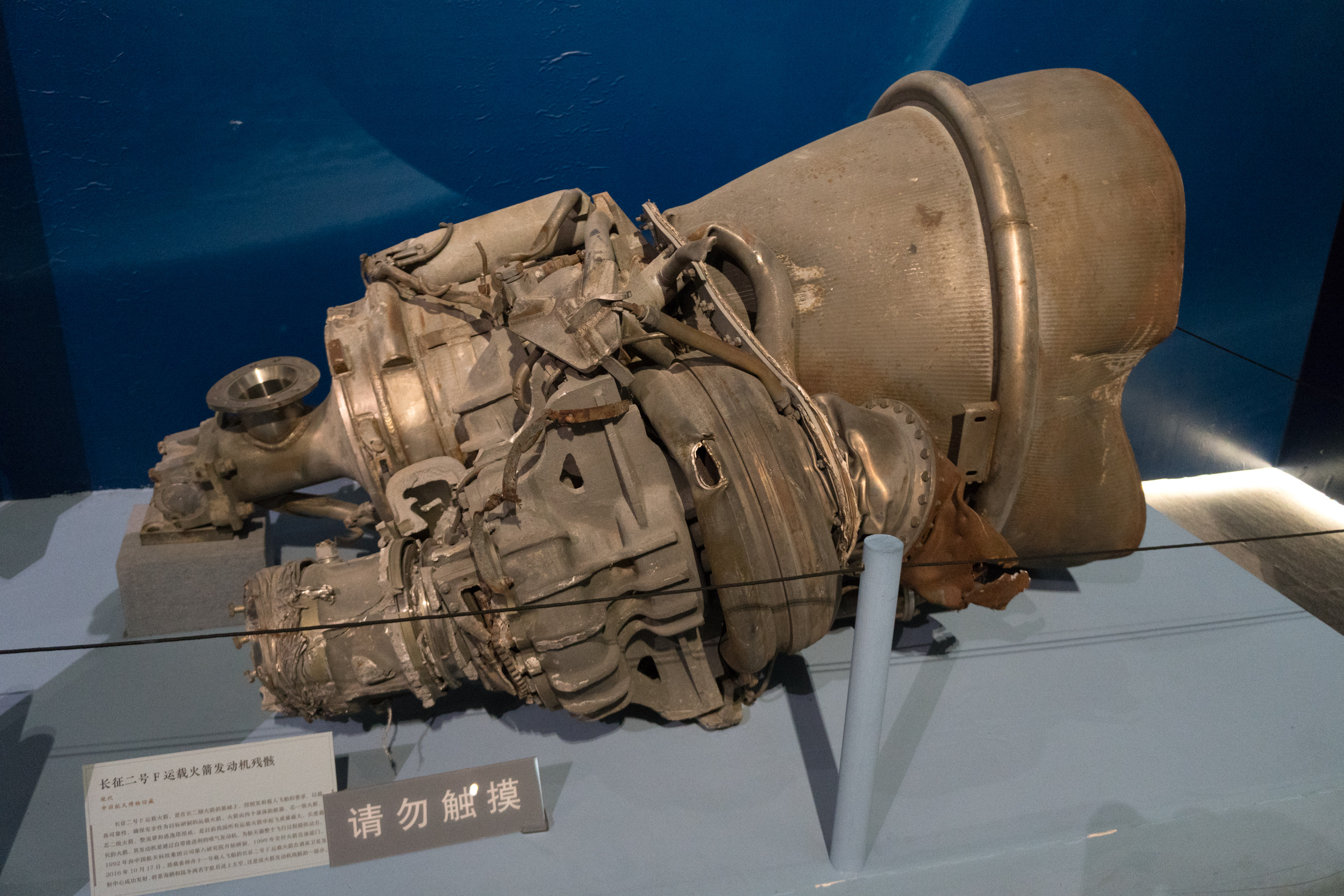
Triebwerk eines beim Start einer Changzheng 2F/G am 16. Oktober 2016 abgeworfenen Boosters.

Bei den Inlandskosmodromen, vor allem in Xichang, besteht das ständige Problem, dass auch im Regelbetrieb abgebrannte Raketenstufen und Booster auf besiedeltes Gebiet stürzen können, ein Problem, das sich durch die zunehmende Umwandlung von Ackerland in Gewerbegebiete, wo größere finanzielle Schäden entstehen würden, im Laufe der Jahre immer weiter verschärfte. Zwar werden die Flugbahnen der Raketen möglichst so gewählt, dass sie keine Städte und Infrastruktureinrichtungen passieren; zudem wird die Bevölkerung der jeweils betroffenen Regionen vor jedem Start dazu aufgerufen, sich in sichere Gebiete zu begeben. Das Gebiet, auf das bei Starts von den drei Inlandskosmodromen Jiuquan, Taiyuan und Xichang Raketenteile stürzen können, umfasst insgesamt 2100 km², Stand 2021 lebten dort fast 300.000 Menschen. Obwohl es im Regelbetrieb bislang keine Personenschäden gab, stößt dies jedoch angesichts der immer häufiger werdenden Flüge – 2018 war China erstmals das Land mit den meisten Raketenstarts – auf sinkende Akzeptanz, und die Entschädigungszahlungen für durchschlagene Hausdächer etc. trieben die Startkosten in die Höhe. Darum wird mittlerweile versucht, die Raketenteile mit Lenkvorrichtungen zu versehen, sodass sich das Absturzgebiet enger begrenzen lässt, wodurch es zum Beispiel im Jahr 2022 bei Starts vom Kosmodrom Xichang kaum noch Sachschäden gab.
Hierbei ist aus technischen Gründen nicht jede Methode für jeden Raketentyp geeignet.

#### Schwenkbare Gitterflossen (CZ-2C, CZ-2D, CZ-4B)
2019 wurde an der ersten Stufe einer CZ-2C erstmals schwenkbare Gitterflossen getestet, wie sie bereits seit 1999 an der Nutzlastverkleidung der Changzheng 2F im Einsatz sind. Die Landestelle lag bei jenem Test knapp drei Kilometer vom berechneten Punkt entfernt. Mit einer Weiterentwicklung dieses Systems wollte man bei der seinerzeit geplanten wiederverwendbaren Version der Trägerrakete Langer Marsch 8 präzise Landungen ermöglichen. Beim Start der CZ-4B Y37 am 3. November 2019 wurden erstmals bei diesem Raketentyp ebenfalls Gitterflossen getestet. Das geplante Absturzgebiet der ersten Raketenstufe konnte dadurch um 85 % reduziert werden. Diese Methode wird bei der CZ-4B nun regulär eingesetzt.
Die Gitterflossen der nach dem Start am 20. Dezember 2019 geborgenen Erststufe der CZ-4B Y38 wurden einer gründlichen Untersuchung unterzogen. Die Ingenieure der Shanghaier Akademie für Raumfahrttechnologie stellten fest, dass die Flossen völlig unbeschädigt waren, sie waren weder verbogen, noch konnte man Risse feststellen. Daher wurden sie von Farbresten und Rußspuren gesäubert, eine neue Hitzeschutzlackierung aufgesprüht und bei der am 21. September 2020 gestartete CZ-4B Y41 erneut verwendet, als erster Test für die wiederverwendbare CZ-8.
Am 14. Oktober 2021 wurden beim Start des Sonnenbeobachtungssatelliten Xihe vom Kosmodrom Taiyuan erstmals bei der Erststufe einer CZ-2D Gitterflossen eingesetzt.

#### Gleitschirm (CZ-2C, CZ-3B)
Bei den Boostern wählte die Chinesische Akademie für Trägerraketentechnologie eine andere Herangehensweise. Im März 2020 wurde an einer CZ-3B erstmals ein System getestet, bei dem ein Booster nach dem Abtrennen zunächst mit einem kleinen Fallschirm stabilisiert wurde und dann an einem lenkbaren Gleitschirm zur Erde sank und zugleich seine Koordinaten an eine Bodenstation übermittelte. So konnten die Suchtrupps den Booster bereits nach 25 Minuten bergen, während dies bislang mehrere Stunden oder, bei einer Landung in unwegsamem Gelände, einen halben Monat dauern konnte.
Bei einem Start der CZ-3B am 17. Mai 2023 wurde das System dahingehend verbessert, dass zwei Fallschirme pro Booster verwendet wurden, die 520 Sekunden (also knapp 9 Minuten) nach dem Start ausgelöst wurden.
Hierdurch konnte das geplante Absturzgebiet des Boosters um 80 % reduziert werden.
Mit dieser Methode sollen auch die Tanks intakt bleiben, welche Reste der hochgiftigen und explosiven Treibstoffkomponenten 1,1-Dimethylhydrazin und Distickstofftetroxid enthalten können.
Auch für eine neuentwickelte Nutzlastverkleidung von 4,2 m Durchmesser für die CZ-2C – die Rakete selbst besitzt einen Durchmesser von 3,35 m – wurden 2021 Fallschirme für eine kontrollierte Landung der Schalenhälften vorgesehen.
Zu diesem Zweck waren die Schalenhälften bei dem Start am 6. Mai 2021 – bei dem eine reguläre Nutzlastverkleidung verwendet wurde – mit Höhenmessern versehen, um Daten über die Fallgeschwindigkeit und zum Teil auch über die Fluglage der Hälften während der Landung zu ermitteln.
Neben dem prinzipiellen Problem, dass die dünnen Nutzlastverkleidungshälften – anders als die robusteren Booster – beim Wiedereintritt in die Atmosphäre aufgrund von durch Rückkopplungseffekte verstärkten Vibrationen und Schwingungen häufig zerbrachen, mussten die Verkleidungshälften auch eine bestimmte Fluglage einnehmen, damit sich der darin verstaute Fallschirm korrekt öffnete. Daher wurde die neue Nutzlastverkleidung zum einen an den bruchgefährdeten Stellen stärker ausgeführt, zum anderen entwickelte das Forschungsinstitut für weltraumbezogenen Maschinenbau und Elektrotechnik Peking der Chinesischen Akademie für Weltraumtechnologie zusammen mit Hochschulen und externen Forschungsinstituten ein System, bei dem in großer Höhe ein kleiner, runder Fallschirm ausgelöst wurde, sobald die Schalenhälfte in ihrem taumelnden Fall eine geeignete Position erreichte. Der Fallschirm reduzierte die Geschwindigkeit und damit die Gefahr des Auseinanderbrechens der Schalenhälfte, gleichzeitig stabilisierte er ihre Fluglage so, dass zum gegebenen Zeitpunkt der große Gleitschirm ausgelöst werden konnte.
Bei dem Start einer CZ-2C am 19. Juli 2021 vom Kosmodrom Xichang wurde der zunächst der kleine Bremsfallschirm in der Praxis getestet.

#### Selbstständige Flugbahnauswahl (CZ-2C, CZ-3B)
Eine weiterentwickelte Variante kam beim Start des Erdbeobachtungssatelliten Gaofen 14 vom Kosmodrom Xichang am 6. Dezember 2020 zum Einsatz. Dabei wurde von dem sichuanesischen Kosmodrom erstmals ein Satellit in Richtung Süden gestartet, was bedeutete, dass die Rakete relativ dicht besiedeltes Gebiet der Nachbarprovinz Yunnan mit den Städten Kunming, Chuxiong und Dali überfliegen musste. Daher wurde hier eine weiterentwickelte Version (改进型 bzw. Gǎijìn xíng) der Changzheng 3B, die Changzheng 3B/G5 verwendet, die während des Fluges über Sensoren ständig die Stärke und Richtung der Höhenwinde maß, die in Flughöhen zwischen 4 km und 20 km einen starken Einfluss auf das Verhalten der Rakete haben. Der Bordcomputer berechnete den voraussichtlichen Weg, den die abgeworfenen Booster und – bei einer eventuellen Fehlfunktion – die Trümmer der Rakete zurücklegen würden und wählte nach einer Risikoabwägung eine von vier vorprogrammierten Flugbahnen aus. Diese vier Bahnen waren so berechnet, dass die Booster bzw. Trümmer immer in dasselbe Gebiet stürzten. Dadurch mussten vor dem Start wesentlich weniger Menschen ihre Häuser verlassen, als wenn der gesamte, 300 km lange Streifen Kunming–Dali gefährdet gewesen wäre.
Langfristig versucht man auch, das Absturzgebiet der Nutzlastverkleidungen einzuengen. Daher wurden beim Start einer CZ-2C am 26. Oktober 2020 in den Segmenten der Nutzlastverkleidung Telemetriesysteme untergebracht, um Daten über deren Flugverhalten beim Wiedereintritt in die Atmosphäre zu gewinnen.
Diese Sensoren dienten außerdem dazu, den Luftstrom entlang der Rakete von Beginn an ständig zu überwachen, um eine Frühwarnung bei eventuell unregelmäßigem Flugverhalten zu erhalten. Im vorliegenden Fall handelte es sich zunächst noch um Technologieerprobung, aber im weiteren Verlauf soll der Bordrechner der Rakete die gemessenen Werte in die Entscheidungsfindung bei der Umverteilung der Triebwerkslast im Falle einer Fehlfunktion (siehe unten) einfließen lassen.

### Kabelreduzierung
In jeder Rakete befinden sich mindestens 100 (bei der CZ-5 mehr als 300) Kabelbäume für die Signalübertragung bei Telemetrie und Steuerung, die nicht nur ein beträchtliches Gewicht haben, sondern durch die bis zu 100 verschiedenen Steckerarten die Montage schwierig gestalten und auch ein Sicherheitsrisiko darstellen. Bei den in den Jahren 2017–2019 festgestellten Qualitätsmängeln bei Changzheng-Raketen stellte die Verkabelung mit mehr als 20 % den größten Anteil der einzelnen Problembereiche. Daher arbeitet die Chinesische Akademie für Trägerraketentechnologie, die innerhalb der China Aerospace Science and Technology Corporation die Mehrzahl der Changzheng-Typen herstellt, seit 2018 daran, die Kabelbäume durch WLAN-artige Funkverbindungen mit Zeitmultiplexverfahren und Frequenzmultiplexverfahren sowie drahtlose Stromübertragung zu ersetzen.
Bei der Steuereinheit einer CZ-5 lassen sich so allein bei den Leitungen der Sensoren 60 % des Gewichts einsparen, in der 3. Stufe einer CZ-7A mehr als 40 %. Zunächst soll die Technik jedoch in einer kleineren Rakete vom Typ CZ-2C erprobt werden.

### Selbstständige Wahl der Flugbahn
Für den Start der Marssonde Tianwen-1 mit einer Changzheng 5 vom Kosmodrom Wenchang gab es zwischen dem 23. Juli und dem 5. August 2020 täglich ein Startfenster von jeweils 30 Minuten. Da sich Erde und Mars während dieser Zeitspanne relativ zueinander bewegten, erforderte dies alle zehn Minuten eine etwas andere Bahn. Es gab also insgesamt 42 mögliche Flugbahnen. Diese wurden bereits vorher in den Bordrechner der Rakete einprogrammiert. Der Rechner suchte sich alle 10 Minuten eine neue Bahn, teilte diese dem Kontrollzentrum des Kosmodroms mit, und dort brauchte man nur noch den Startbefehl zu geben.
Bereits die CZ-3B/G5 konnte nach Belieben um ihre Längsachse rotieren und dies für Richtungsänderungen während des Fluges nutzen.
Bei der am 22. Dezember 2020 erstmals gestarteten Changzheng 8 verzichtete man völlig auf vorprogrammierte Flugbahnen. Diese Rakete hebt im Regelbetrieb von einer sehr einfachen Startrampe ab, wo ein genaues „Zielen“ nicht möglich ist. Außerdem wird die Changzheng 8, um die Startturm-Konstruktion zu vereinfachen, sehr nahe am Gitterturm positioniert. Aus Sicherheitsgründen fliegt die Rakete nach dem Zünden der Triebwerke zunächst schräg vom Turm weg, orientiert sich dann mittels der Beidou-Navigationssatelliten über ihre Lage und beginnt erst in einer Höhe von 70 m (die Rakete ist 50 m lang) mit dem eigentlichen Flug.

### Triebswerkslastverteilung
Beim zweiten Start einer Changzheng 5 am 2. Juli 2017 versagte nach 346 Sekunden, also knapp sechs Minuten nach dem Abheben, die Turbopumpe eines Triebwerks und die Rakete stürzte in den Indischen Ozean; die Nutzlast, ein experimenteller Kommunikationssatellit, ging verloren.
Daraufhin entwickelte das Pekinger Forschungsinstitut für automatische Steuerung in der Raumfahrt der Chinesische Akademie für Trägerraketentechnologie, auch bekannt als „Institut 12“, eine Methode, wo der Bordrechner ständig die Schubkraft der Triebwerke, den Druck in der Brennkammer sowie Rotationsgeschwindigkeit und erzeugten Druck der Turbopumpen überwacht und daraus Rückschlüsse auf typische Fehlfunktionen wie ein Leck in der Sauerstoffleitung, blockierte Leitschaufeln oder durch Überhitzung beschädigte Einspritzdüsen zieht. Durch Hochregeln unbeschädigter Triebwerke und Einbeziehung von Lageregelungstriebwerken zur Erhöhung der Schubkraft versucht der Rechner dann, den Zielorbit doch noch zu erreichen oder zumindest einen niederen Orbit, wo die mitgeführten Satelliten eventuell einer alternativen Nutzung zugeführt werden können.
Erstmals zum Einsatz kam das System am 16. März 2020 bei der neuen Changzheng 7A. Beim Entwurf des Systems hatte man jedoch nicht bedacht, dass nicht nur die Haupttriebwerke, sondern auch die Lageregelungstriebwerke eine Fehlfunktion aufweisen könnten. Bei jenem Startversuch hatte eines der Lageregelungstriebwerke der 2. Stufe nicht ausreichend Sauerstoff erhalten und war nicht angesprungen, was zu einem Kontrollverlust und der Explosion der Rakete 168 Sekunden nach dem Start führte. Die Fehlerursache war schnell gefunden, und beim nächsten Test mit einer Changzheng 3B am 9. Juli 2020 funktionierte das System einwandfrei. Bei der Changzheng 7A und der Changzheng 8 wird es nun serienmäßig verwendet.
Diese Technik kommt auch bei der in Entwicklung befindlichen Changzheng 10 für bemannte Mondflüge zum Einsatz. Während man bei der ab 1992 für den Transport der Shenzhou-Raumschiffe entwickelten Changzheng 2F auf multiple Redundanz setzte,
um die angestrebte Zuverlässigkeit von 97 % zu erreichen – so sind zum Beispiel bei jener Rakete alle Ventile dreifach vorhanden – wird nun, auch aus Gewichts- und Kostenersparnisgründen, eine intelligente, der Rakete selbst überlassene Nutzung der Ressourcen an Bord bevorzugt.

### Fernüberwachte Startvorbereitung
Beim Start eines Internet-Technologieerprobungssatelliten der Chinesischen Akademie für Weltraumtechnologie mit einer Changzheng 2C am 9. Juli 2023 wurden die Startvorbereitungen erstmals vom Stammsitz der Chinesischen Akademie für Trägerraketentechnologie aus überwacht. Die Systeme auf dem Kosmodrom Jiuquan und in Peking waren über Internet verbunden, sodass die Ingenieure im dort eingerichteten Kontrollraum die Montage der Rakete, sämtliche Überprüfungen vor dem Start sowie die Telemetrie während des Countdowns überwachen und unterstützen konnten. Dadurch musste weniger Personal in die Wüste Gobi reisen, was die Arbeitseffektivität erhöhte und die Startkosten reduzierte.